# Cissus quadricornuta
Cissus quadricornuta là một loài thực vật hai lá mầm trong họ Nho. Loài này được (Miq.) Hochr. miêu tả khoa học đầu tiên năm 1925.